# Cobalt(II) bromat
Cobalt(II) bromat là một hợp chất vô cơ, một muối của cobalt và acid bromic có công thức hóa học Co(BrO3)2, tan trong nước, tạo thành tinh thể màu đỏ khi khan. Hợp chất có thể tồn tại ở trạng thái hexahydrat Co(BrO3)2·6H2O có màu tím. Chúng đều tan được trong nước.

## Điều chế
Cobalt(II) bromat có thể được điều chế bằng cách cho cobalt(II) oxitde hoặc cobalt(II) hydroxide cho tác dụng với acid bromic:
CoO + 2HBrO3 → Co(BrO3)2 + H2O

## Tính chất vật lý
Cobalt(II) bromat tạo thành tinh thể màu đỏ.
Nó hòa tan tốt trong nước.
Nó tạo thành hexahydrat Co(BrO3)2·6H2O – tinh thể tím, hệ tinh thể lập phương, nhóm không gian P a3, các tham số a = 1,03505 nm, Z = 4.